# Donker hazenoor
Het donker hazenoor (Otidea bufonia) is een soort van apotheciale schimmel die behoort tot de familie Otideaceae. Dit is een zeldzame Europese soort die alleen of in kleine groepen op de bodem in bossen voorkomt. Het vormt ectomycorrhiza en groeit tussen strooisel en op humusrijke grond, in lanen, loof- en gemengde bossen. Het vruchtlichaam verschijnt van de late zomer tot de vroege herfst.

## Kenmerken
Vruchtlichamen bestaan uit een donkerbruine, diepe kom, aan één kant gespleten, tot 6 cm hoog en dezelfde breedte.
De asci meten 160-200 × 10-12 µm. De ascosporen hebben twee oliedruppels, kleuren niet blauw in iodine en meten 13-15 × 6,5-7 µm. De parafysen zijn slank en krullend gebogen bij het einde.

## Verspreiding
Het donker hazenoor komt met name in Europa voor en sporadisch hierbuiten. In Nederland komt het algemeen voor. Het staat niet op de rode lijst en is niet bedreigd.

## Foto's

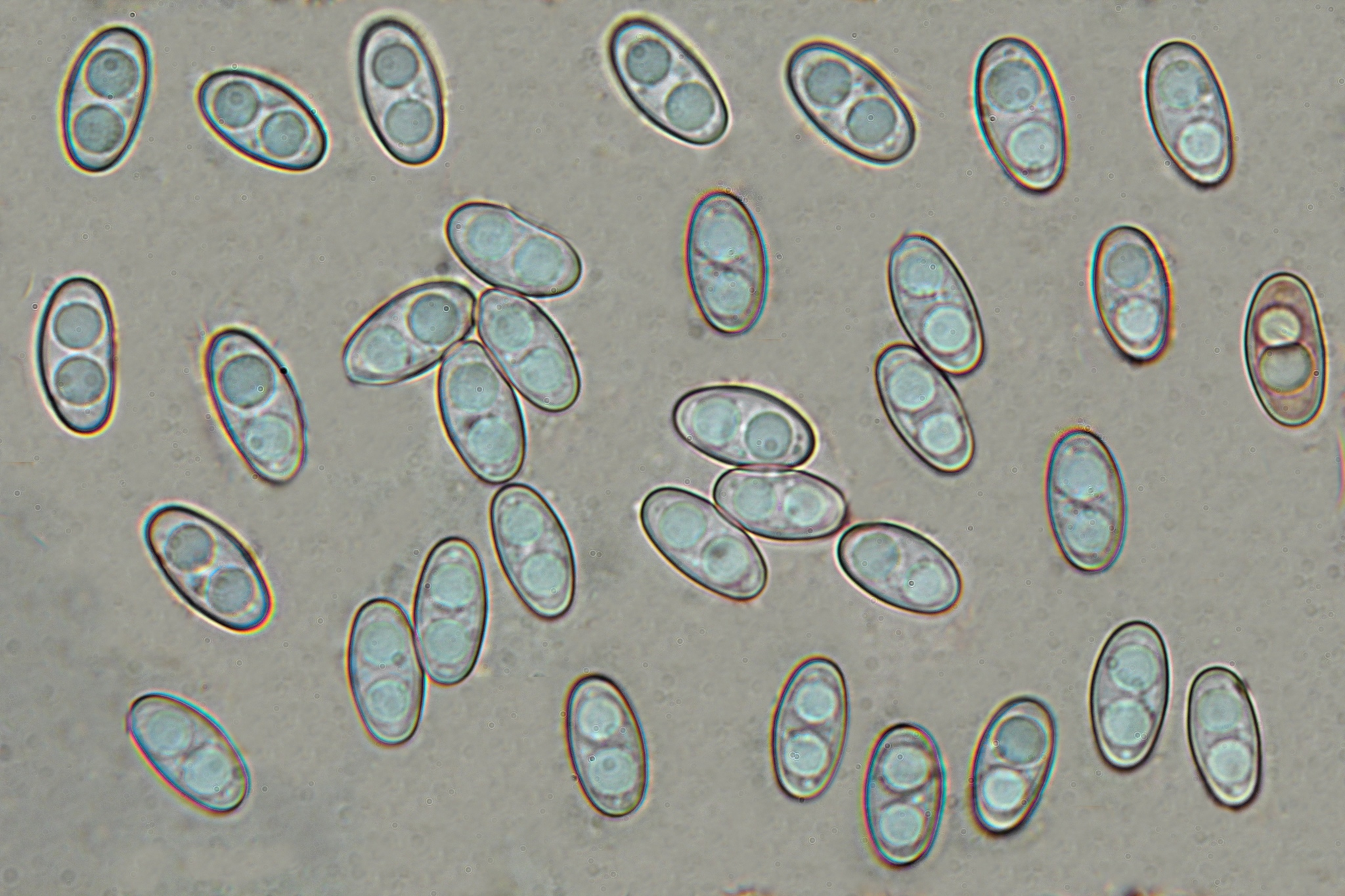
Sporen
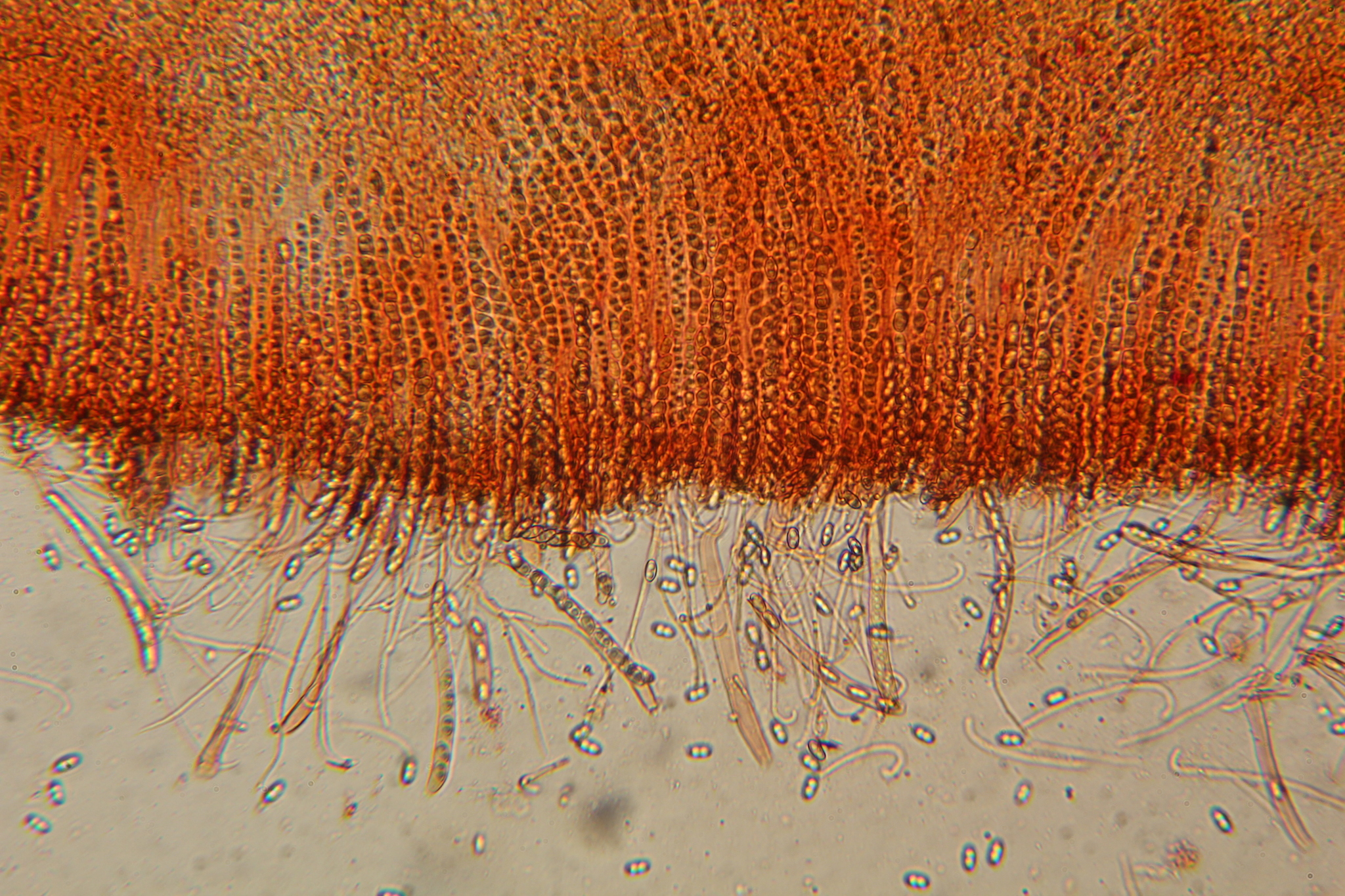
Asci
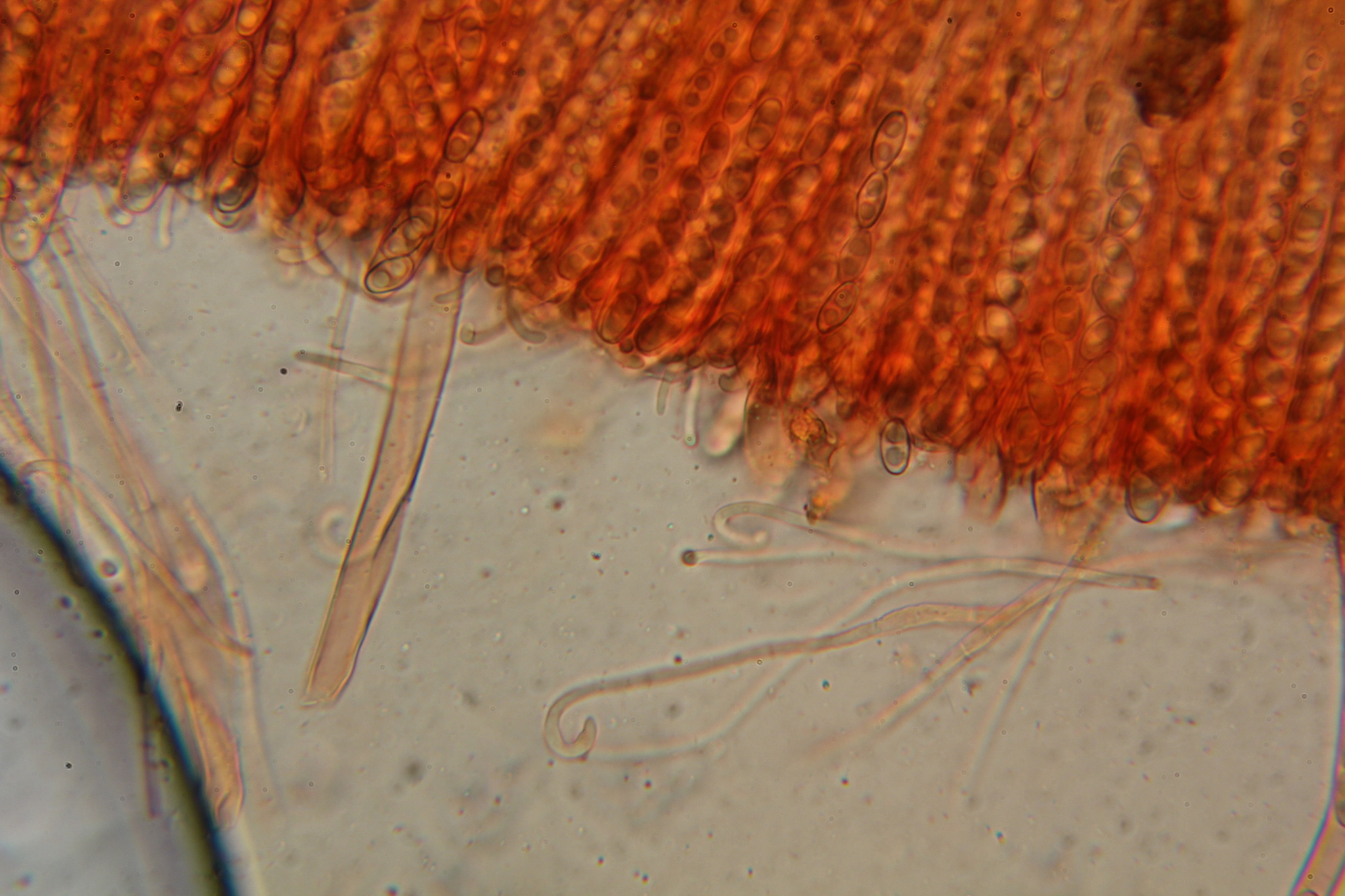
Parafysen